# كيفن ليم
كيفن ليم (بالإندونيسية: Kevin Lim)‏ هو مغني إندونيسي، ولد في 2 مايو 1994 في جاكرتا في إندونيسيا.